# マーレン・エスパーザ
- マーレン・エスパルザ

マーレン・エスパーザ（Marlen Esparza、1989年7月29日 - ）は、アメリカ合衆国の女子プロボクサーである。テキサス州ヒューストン出身。元WBC・WBA・WBO女子世界フライ級統一王者。

## 来歴

### アマチュア時代
2006年世界選手権ライトフライ級で銅メダル獲得。
2012年ロンドンオリンピックにて女子ボクシングが初採用されると、アメリカ代表として初めて本大会出場を決め、フライ級で銅メダルを獲得。
2014年世界選手権では金メダル獲得。
2016年世界選手権ではライトフライ級で銅メダル獲得。

### プロ時代
2016年12月、ゴールデンボーイ・プロモーションズと契約を交わしプロ転向。
2017年3月23日、Rachel Sazoff戦でプロデビューし、勝利。
2019年11月2日、プロ8戦目でMGMグランド・ガーデン・アリーナにてセニエサ・エストラーダとのWBA女子世界フライ級暫定王座決定戦に臨むが、5回に偶然のバッティングが起こりエスパーダが負傷し、9回に試合停止となり0-3の負傷判定でプロ初黒星となった。
2021年6月19日、テキサス州にてイベス・サモラが持つWBC女子世界フライ級王座に挑戦し、10回3-0判定で勝利し初の世界タイトル獲得。
2021年12月18日、元WBA・WBC世界ミニマム級王者アナベル・オルティスを迎えてWBC王座の初防衛戦に臨み、3-0判定で初防衛に成功。
2022年4月9日、テキサス州サンアントニオのアラモドームにてWBA同級王者である藤岡奈穂子を相手にWBC・WBA王座統一戦に挑み、3-0の大差判定（97-93、100-90×2）で勝利しWBC王座の2度目の防衛とWBA王座の獲得に成功し王座統一、リングマガジン王座獲得に成功。
2022年8月6日、エヴァ・グズマンとWBA・WBC王座の防衛戦に臨み、3-0（98-92×2、99-91）の判定勝ちでWBA王座は初防衛、WBC王座は3度目の防衛に成功した。
2023年7月8日、テキサス州サンアントニオのAT&TセンターにてWBO女子世界フライ級王者ガブリエラ・アラニスとの3団体王座統一戦に臨み、2-0（99-91、97-93、95-95）の判定で勝利しWBA王座は2度目、WBC王座は4度目の防衛、WBO王座の獲得に成功し3団体王座統一に成功。
2024年4月27日、カリフォルニア州フレズノのセーブマート・センターにてホセ・ラミレス対ランセス・バルテレミーの前座のWBA・WBC・WBO女子世界フライ級タイトルマッチでガブリエラ・アラニスとダイレクトリマッチによる再戦を予定していたが、前日計量でエスパーザがフライ級規定の112ポンド（50.80kg）を2ポンド（910g）超過し114ポンド（51.71kg）で計量失格となり王座を剥奪され、計量をパスした挑戦者のアラニスが勝利した場合のみ王座獲得、エスパーザが勝利した場合は王座が空位となる変則ルールとして行われることとなり、10回1-2（93-97、98-92、94-96）の僅差の判定負けを喫し、雪辱とアラニスの3団体王座統一を許した。
2025年3月29日、メキシコのカンクンで世界3階級制覇王者のヨカスタ・バジェとノンタイトル戦で対戦予定だったが、エスパーザは前日計量で体重超過で計量失格、エスパーザの体重超過はこれで3試合連続となったが、試合は10回判定負けを喫した。

## 人物
- 両性愛者を公表しており、ロンドンオリンピックの金メダリストだったニコラ・アダムズと婚約していた時期もあった[15]。

## 獲得タイトル
アマチュアボクシング
- 2006年世界女子ボクシング選手権大会ライトフライ級 銅メダル
- 2012年ロンドンオリンピックフライ級 銅メダル
- 2014年世界女子ボクシング選手権大会ライトフライ級 金メダル
- 2016年世界女子ボクシング選手権大会ライトフライ級 銅メダル

プロボクシング
- WBC女子世界フライ級王座（防衛4=剥奪）
- WBA女子世界フライ級王座（防衛2=剥奪）
- 初代リングマガジン女子世界フライ級王座（防衛2=剥奪）
- WBO女子世界フライ級王座（防衛0=剥奪）